# 凱之傳奇
《凱之傳奇》是一款由德國開發商Neon Studios開發並于2005年發布在PlayStation 2平台上的動作冒險、隱蔽類遊戲。講述一名年輕的武術貓凱（英語：Kay）與他的師傅學習武術擊敗試圖入侵其家園的猩猩和老鼠軍團，拯救家鄉的故事。

## 故事
生活在Yenching島上武術猫凯原本過著平静的习武生活。但隨著猩猩和老鼠的異族進一步侵略，貓族的生存條件越來越惡劣，凱的學校也因此被關閉。為此，凱立下解救自己和家园志向，毅然踏上了冒險之路……

## 登場角色
凱
生活在貓族村莊的孤儿，性格单纯率真，經常前往武馆跟随其師傅學習武術。
大師
凱的師傅，曾為Yenching島上的戰士，現為貓族村莊中武館的館主，經常喝酒睡覺。
Su Ling
凱的童年玩伴，也是其師傅的徒弟。
Shun
猩猩一族的領袖，有着支配Yenching島的野心。
Tak
曾被放逐出Yenching島。
Bodyguard
猩猩一族的將軍

## 開發
2015年7月28日， 遊戲開發商宣布在PC、mac OS、 PlayStation 4和Wii U平台上推出遊戲的年度版本，並表示年度版加強了解析度和HD化圖形。
2018年5月29日，遊戲年度版登陸Nintendo Switch平台。

## 外部鏈接
- 官方網站 （页面存档备份，存于）
- Steam 上的 Legend of Kay （页面存档备份，存于）